# Deutsche Schwimmmeisterschaften 1968
Die 80. Deutschen Meisterschaften im Schwimmen fanden 1968 in West-Berlin statt.
| Disziplin           | Männer            | Männer      | Männer | Frauen             | Frauen | Frauen |
| Disziplin           | Name              | Verein      | Zeit   | Name               | Verein | Zeit   |
| ------------------- | ----------------- | ----------- | ------ | ------------------ | ------ | ------ |
| 100 m Freistil      | Wolfgang Kremer   | SV Essen 06 |        | Heidemarie Reineck |        |        |
| 200 m Freistil      | Wolfgang Kremer   | SV Essen 06 |        | Heidemarie Reineck |        |        |
| 400 m Freistil      | Hans Fassnacht    |             |        | Heidemarie Reineck |        |        |
| 1500 m Freistil     | Werner Krammel    |             |        |                    |        |        |
| 100 m Brust         | Gregor Betz       |             |        | Uta Frommater      |        |        |
| 200 m Brust         | Michael Günther   |             |        | Uta Frommater      |        |        |
| 100 m Rücken        | Reinhard Blechert |             |        | Angelika Kraus     |        |        |
| 200 m Rücken        | Karl Butterbrodt  |             |        | Angelika Kraus     |        |        |
| 100 m Schmetterling | Lutz Stoklasa     |             |        | Heike Hustede      |        |        |
| 200 m Schmetterling | Lutz Stoklasa     |             |        | Heike Hustede      |        |        |
| 200 m Lagen         | Michael Holthaus  |             |        | Heli Matzdorf      |        |        |
| 400 m Lagen         | Michael Holthaus  |             |        | Heli Matzdorf      |        |        |